# Gasometer Triesen
Der Gasometer Triesen auf dem Areal der ehemaligen Baumwollweberei in Triesen, Liechtenstein, bietet seit Anfang 2006 ein vielseitiges Programm von Kunstausstellungen, Themenausstellungen, Veranstaltungen und weiteren kulturellen Aktivitäten aus den Bereichen bildende Kunst, Musik, Theater, Tanz und Literatur.
Das Kulturzentrum der Gemeinde Triesen befindet sich in dem Teil der Baumwollweberei, dem auch der alte Gasometerturm angehört. Dieser Turm, in dem vor etwa 120 Jahren noch Kalziumkarbid für Gas-Lampen der Fabrik gelagert wurde, gibt dem Kulturzentrum in Triesen seinen Namen: Gasometer – Kulturzentrum der Gemeinde Triesen.

## Geschichte
1863 wurde die Baumwollweberei Jenny, Spoerry & Cie in Triesen in Betrieb genommen.
Seit 1996 steht das frühere Produktionsgebäude unter Denkmalschutz. In der Zwischenzeit findet man auf dem Areal unterschiedliche Institutionen (Schulen, Radio Liechtenstein bis 2020, Ausstellungsraum Alter Webstuhl, Alte Schmiede mit der offenen Werkstatt u. v. m.).